# بريا فيرجسون
بريا فيرجسون (مواليد 1 أكتوبر 2006) هي ممثلة أمريكية، أشتهرت بدور إريكا سنكلير في مسلسل أشياء غريبة.

## وصلات خارجية
- بريا فيرجسون على موقع IMDb (الإنجليزية)
- بريا فيرجسون على موقع ميتاكريتيك (الإنجليزية)
- بريا فيرجسون على موقع روتن توميتوز (الإنجليزية)
- بريا فيرجسون على موقع ألو سيني (الفرنسية)
- بريا فيرجسون على موقع قاعدة بيانات الفيلم (الإنجليزية)